# گئورگ ویرت
گئورگ لودویگ ویرت (به آلمانی: Georg Ludwig Weerth) (زاده ۱۷ فوریه ۱۸۲۲ - درگذشته ۳۱ ژوئیه ۱۸۵۵) شاعر، طنزنویس، روزنامه‌نگار و سوسیالیست آلمانی بود.

## زندگی
گئورگ ویرت در سال ۱۸۲۲ در خانواده یک روحانی بلندپایه پروتستان در شهر دتمولد در غرب آلمان به دنیا آمد. از ۱۸۳۶ تا ۱۸۴۰ یک دوره آموزشی بازرگانی را گذراند و سپس به عنوان حسابدار و دفتردار در تجارت‌خانه‌هایی در شهرهای کلن و بن به کار پرداخت. در بن با مجامع ادبی ارتباط پیدا کرد و استعداد ادبی خود را کشف کرد. در این سالها اشعاری به سبک موسوم به رمانتیک راین سرود. در همین دوران تمایلات سیاسی او برانگیخته شد. اواخر ۱۸۴۳ نخستین داستان خود را نوشت و در روزنامه کلن به چاپ رساند. این داستان نیز به سبک رمانتیک بود. وی پس از آشنایی با مسائل اجتماعی و مشاهده فقر عمومی، سبک رمانتیک را آگاهانه کنار گذاشت.
ویرت در دسامبر ۱۸۴۳ به برادفورد در انگلستان نقل مکان کرد که در کانون سرمایه‌داری صنعتی آن زمان قرار داشت. در آنجا با سوسیالیست‌ها و چارتیست‌های انگلیسی آشنا شد. در سالهای ۱۸۴۴ و ۱۸۴۵ آثار لودویک فوئرباخ را مطالعه کرد که انقلابی در او به وجود آورد و نتیجه آن سرودن یک دوره اشعار فلسفی بود. او همچنین در همین دوران به مطالعه علم اقتصاد پرداخت. مهمترین شعرهایش را در همان دوره اقامت در انگلستان سرود.
ویرت از دوران نوجوانی فریدریش انگلس را می‌شناخت. در سالهای ۱۸۴۶ تا ۱۸۴۸ در بروکسل در نزدیکی محل اقامت کارل مارکس و فریدریش انگلس کار می‌کرد و با آنها دوستی برقرار کرد. سپس در شهر کلن آلمان امتیاز انتشار روزنامه نوین راینی (neue Rheinische Zeitung) را برای مارکس گرفت و خود تا آخرین شماره مسئولیت بخش ادبی آن را بر عهده داشت. او علاوه بر شعرهایش، دو رمان خود را نیز به تدریج در همین نشریه به چاپ رساند. در همین زمان، چند ماه به اتهام توهین به یک نمایندهٔ محافظه‌کار مجلس در یکی از همین رمان‌ها به زندان افتاد.

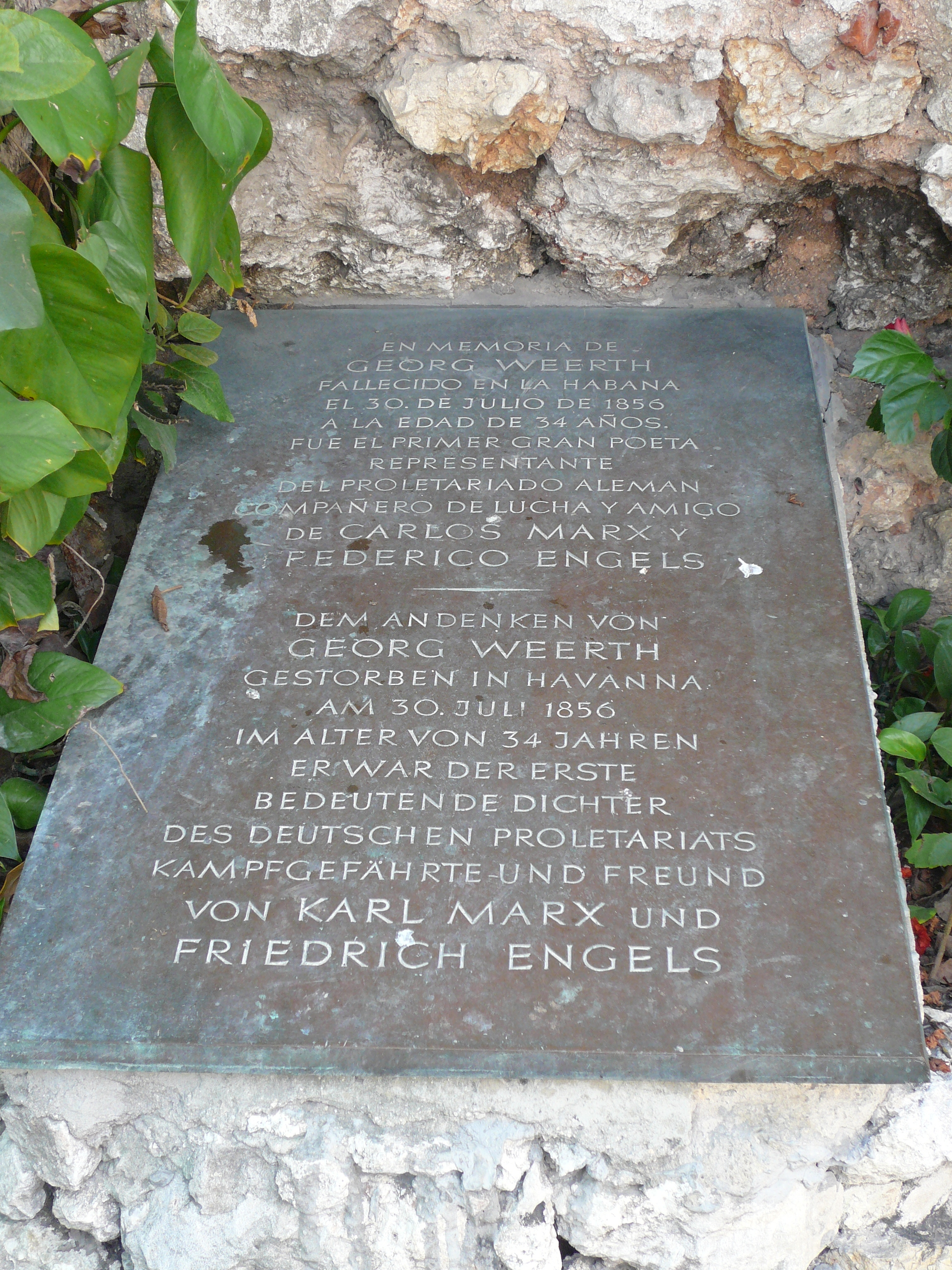

پس از شکست انقلاب ۱۸۴۸، انتشار روزنامه نوین راینی ممنوع شد. ویرت در آن سالهای حاکمیت ارتجاع از نوشتن و کار ادبی ناامید و سرخورده شد و برای کار به سفری طولانی رفت که به قاره آمریکا انجامید.
گئورگ ویرت در سال ۱۸۵۵ در هاوانا در اثر ابتلاء به بیماری تب زرد درگذشت.

## آثار
- «شعر گرسنگی» ۱۸۴۴
- «کتاب شهروند آلمانی» همراه با نویسندگان دیگر ۱۸۴۴
- یک رمان نیمه تمام ۴۷-۱۸۴۶
- «صحنه‌های فکاهی از زندگی تجاری آلمان» ۴۸-۱۸۴۷ این کتاب به عنوان «صحنه‌های فکاهی از زندگی تجاری» به ترجمهٔ لطفعلی سمینو توسط انتشارات لحظه، تهران، در سال ۱۳۸۶ انتشار یافته است.
- «زندگی و کارهای شوالیهٔ شهیر شناپفانسکی» ۱۸۴۸
- نثرهای پیش از ماه مارس ۱۸۴۸
- «طرحهایی از زندگی اجتماعی و سیاسی انگلیسی ها» ۱۸۴۹

## سایت های مرتبط
- کتاب‌های رایگان پارسی برای دانلود  (متن کامل کتاب «صحنه های فکاهی از زندگی تجاری آلمان»)